# Дувр-ла-Деливранд (кантон)
Дувр-ла-Деливранд (фр. Douvres-la-Délivrande) — упраздненный кантон во Франции, находился в регионе Нижняя Нормандия. Департамент кантона — Кальвадос. Входил в состав округа Кан. Население кантона на 2006 год составляло 22 641 человек.
Код INSEE кантона 1414. Всего в кантон Дувр-ла-Деливранд входило 10 коммун, из них главной коммуной являлась Дувр-ла-Деливранд.

## Коммуны кантона
- Берньер-сюр-Мер — население 2373 чел.
- Кресрон — население 1215 чел.
- Дувр-ла-Деливранд — население 4877 чел.
- Эрманвиль-сюр-Мер — население 2692 чел.
- Лангрюн-сюр-Мер — население 1690 чел.
- Льон-сюр-Мер — население 2568 чел.
- Люк-сюр-Мер — население 3186 чел.
- Матьё (Кальвадос) — население 1972 чел.
- Плюмто — население 217 чел.
- Сент-Обен-сюр-Ме — население 1851 чел.